# Kabeshiro

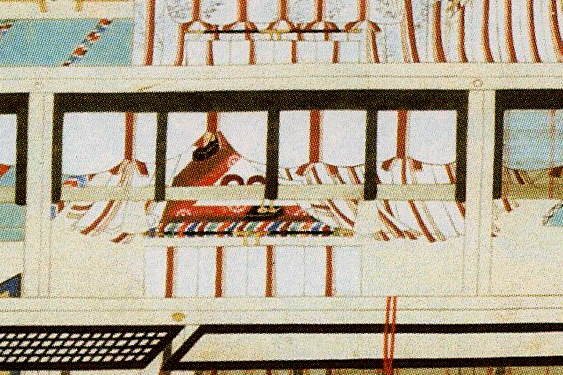
Kabeshiro

Kabeshiro (jap. 壁代, wörtlich: „Wand-Ersatz“) bezeichnet die seit der Heian-Zeit in Wohnungen und Residenzen des Adels wie in Tempeln übliche Verwendung von Stofftüchern als Vorhang und Raumteiler. Dazu wurden etwa sieben Seidentücher mit einer Breite von neun Shaku (ca. 30 bis 35 cm) aneinandergenäht und aufgehängt, um den Blick in den Raum einzuschränken und die Räume vor Kälte zu schützen. Die Kabeshiro reichten vom Dachbalken bis zum Boden und erreichten eine Länge von bis zu neun Metern.
Die Kabeshiro aus glatter Seide waren auf der Vorderseite mit Mustern wie der Darstellung abgestorbener Äste eines Baumes, Blumen oder Vögeln versehen. Die Rückseite hingegen war zumeist glänzend weiß, gefärbt mit einem Pigment, das aus Muschelkalk gewonnen wurde. Die Rückseite war zudem mit dunkelvioletten oder dunkelroten Bändern (野筋, nosuji) versehen, die mit Schmetterlingen und Vögeln verziert waren. Die Bänder konnten auch dazu genutzt werden das Stofftuch aufzurollen und zusammenzubinden. In Tempeln hingen die Kabeshiro zwischen dem Vordach und dem Hauptraum  (母屋, moya). Am oberen Ende wurde der Kabeshiro umgenäht, sodass ein Holzstab als Aufhängung hindurchgeführt werden konnte. Im Frühling wurden die Vorhänge meist durch Bambusjalousien (Sudare oder Misu) ersetzt.
Heute werden Kabeshiro noch in Shintō-Schreinen bei Hochzeitszeremonien verwendet.